# Segundo Serrano Poncela
Segundo Serrano Poncela (Madrid, 1912 - Caracas, 9 de desembre de 1976) va ser un polític, escriptor, crític literari i assagista espanyol, exiliat després de la Guerra Civil.

## Biografia
Durant la seva etapa d'estudiant (va cursar la carrera de Filosofia i Lletres i posteriorment es va llicenciar en Dret) va ingressar en la Federació de Joventuts Socialistes (FJS). Pertanyia, com la major part de les joventuts, a l'ala caballerista, enfrontada a besteiristes i prietistes i va formar part de la redacció de Renovación, l'òrgan de les FJS, ingressant en la comissió executiva el 1934, com a vocal. Va prendre part en les converses d'unificació amb les Joventuts Comunistes, i després de la creació de les Joventuts Socialistes Unificades (JSU), va formar part de la seva executiva.
Juntament amb la major part dels dirigents de les JSU procedents de la FJS, va ingressar al Partit Comunista el 6 de novembre de 1936, sent nomenat immediatament després delegat d'Ordre Públic de la Junta de Defensa de Madrid a les ordres de Santiago Carrillo, secretari general de les JSU, i també provinent de les FJS. Va romandre en el càrrec fins al 27 de novembre, data en la qual, depenent de les fonts, va dimitir o va ser destituït per Santiago Carrillo. Com a president del Consell de la Direcció general de Seguretat de la Conselleria d'Ordre Públic, la seva signatura avalava les extraccions de presos que van tenir lloc en les presons madrilenyes durant els mesos de novembre i desembre de 1936, la major part de les quals van acabar en l'assassinat dels seus integrants (en l'episodi conegut com a matances de Paracuellos). Serrano Poncela va seguir formant part de l'executiva de les JSU durant la Guerra Civil.
Exiliat en finalitzar aquesta, va abandonar qualsevol relació amb la política. Va ser professor de Literatura Espanyola a les universitats de Santo Domingo, Puerto Rico i Central i Simón Bolívar de Veneçuela, convertint-se en un reputat crític de la literatura espanyola. A la República Dominicana va començar la seva carrera literària (en 1935 havia escrit un assaig de caràcter polític sobre els fracassats successos revolucionaris d'octubre de 1934, El Partido Socialista y la conquista del poder, amb pròleg de Luis Araquistáin), sent l'únic redactor de la revista literària Panorama.
Va col·laborar també amb altres revistes de l'exili, com Realidad / Revista de ideas, publicada a Argentina (1947-1948) i Cuadernos del Congreso para la Libertad de la Cultura, publicada a París i el primer nombre de la qual va aparèixer al maig de 1953. Després d'impartir la docència a la República Dominicana i Puerto Rico va ser contractat per la Universitat Central de Veneçuela com a professor d'Història de la Cultura, Teoria Literària i Literatura Espanyola. Va romandre allí fins a la creació de la Universitat Simón Bolívar (1970), moment en el qual el seu rector, Eloy Lares Martínez, el va cridar per a dirigir i organitzar la Divisió de Ciències Socials i Humanitats i els Estudis Generals de la nova institució. La seva obra es compon d'obres de ficció (relats i novel·les), en els quals reflexiona sobre la Guerra Civil i l'exili, i assajos.

## Obra

### Ficció
- Seis relatos y uno más (1954), narracions;
- La venda (1956), narracions;
- La raya oscura (1959), narracions;
- La puesta de Capricornio (1960), narracions;
- Un olor a crisantemo (1961), narracions;
- Habitación para hombre solo (1963), novel·la;
- El hombre de la cruz verde (1973), novel·la; probablement la seva millor obra, una novela·l històrica sobre la Inquisició espanyola durant el regnay de Felip II.
- La viña de Nabot (1979), novel·la sobre la Guerra Civil; publicada pòstumament.

### Assaig
- El pensamiento de Unamuno (1953);
- Antonio Machado, su mundo y su obra (1954);
- Prosa moderna en la lengua española (1955);
- Huerto de Melibea (1959);
- El secreto de Melibea y otros ensayos (1959)
- Dostoiewuski menor (1959);
- Del Romancero a Machado (1962);
- Formas de vida hispánica (Garcilaso, Quevedo, Godoy y los ilustrados) (1963);
- Estudios sobre Dostoievski (1972).